# 15220 Sumerkin
15220 Sumerkin este un asteroid din centura principală de asteroizi.

## Descriere
15220 Sumerkin este un asteroid din centura principală de asteroizi. A fost descoperit pe 28 septembrie 1981 la Observatorul de Astrofizică din Crimeea de Liudmila Juravliova. Asteroidul prezintă o orbită caracterizată de o semiaxă mare de 2,53 ua, o excentricitate de 0,24 și o înclinație de 8,7° în raport cu ecliptica.